# Имбрас
Имбрас је у грчкој митологији било име више личности.

## Митологија
1. Био је речни бог на острву Самосу. Његови родитељи су највероватније били Океан и Тетија, а кћерка, према Атенеју, Окироја, коју је имао са Кесијадом.[1]
2. У Хомеровој „Илијади“ и Вергилијевој „Енејиди“, био је отац Пироса и Асија.[2]
3. Према Еустатију, ово име је исто као и Имбрам, Хермесов надимак.[3]